# Агапија, Хионија и Ирина
Агапија, Хионија и Ирина (грчки: Αγάπη, Χιονία, Ειρήνη - Љубав, Снег, Мир) хришћанске су светитељке и мученице. 
Оне су биле сестре рођене, из околине Аквилеје (или Солуна). Када је цар Диоклецијан био у Аквилеји наредио је да се погуби знаменити духовник Хрисогон. У то време неки стари презвитер Зоил је, како хришћани верују, имао виђење којим му се открило, где се налази тело Хрисогоново несахрањено. Старац је нашао тело мучениково, положио га у сандук и држао у своме дому. Хришћани верују да му се тридесети дан после тога јавио Свети Хрисогон и известио га, да ће у току девет дана оне три девојке мученички пострадати, а да ће и он у то време преминути. Исту визију имала је и Анастасија Узорешителница, која је пошла за својим учитељем Хрисогоном. И заиста после 9 дана и старац Зоил је преминуо, и ове три сестре су изведене на суд пред цара. Цар је саветовао девојке, да се поклоне идолима, али оне су то одбиле и исповедиле своју веру у Христа. Ирина је рекла цару, како је глупо клањати се стварима од камена и дрвета, које су поручене, за погођену цену, да се направе рукама каквог смртног човека. Разјарен цар их је бацио у тамницу. А када је пошао у Македонију, повео је са собом све робове и затворенике, међу којима и ове три сестре. Потом их је цар дао неком војводи Дулкитију на истјазање. Овај војвода је хтео хтеде да оскрвни девице али када је хтео ући к њима у тамницу, у време када су се оне молиле Богу, полудео је и напао на црне котлове и лонце испред врата да грли и љуби. Чувши цар за овај случај наредио је, да други војвода Сисиније, предузме суђење овим сестрама. После тешког мучења судија је осудио прве две сестре на спаљивање, а Ирину је задржао још неко време надајући се, да ће је моћи оскврнити. Хришћани верују да су, када је судија послао Ирину по војницима у блудилиште, ангели Божји спасли ову девицу, вратили војнике а њу извели на једно брдо. Сутрадан је изашао војвода са војницима ка томе брду, али не могавши се попети, наредио је да Ирину стрелама убију. Света Анастасија је прикупила сва три тела на једно место и чесно сахранила. Све су пострале око 304. године.
Српска православна црква слави их 16. априла по црквеном, а 29. априла по грегоријанском календару.